# 청산별곡

### 〈청산별곡〉
(靑山別曲)은 고려 시대 이래 널리 불린 고려 가요이다. 유랑민이 겪은 삶의 고뇌와 비애를 함축적인 표현과 짜임새 있는 구성을 통해 형상화된 작품이다. 작자는 미상이다. 

## 전문
살어리 살어리랏다 靑山(쳥산)애 살어리랏다

멀위랑 ᄃᆞ래랑 먹고 靑山애 살러리랏다

얄리얄리 얄랑셩 얄라리 얄라

우러라 우러라 새여 자고 니러 우러라 새여

널라와 시름 한 나도 자고 니러 우니로라

얄리얄리 얄라셩 얄라리 얄라

가던 새 가던 새 본다 믈 아래 가던 새 본다

잉 무든 장글란 가지고 믈 아래 가던 새 본다.

얄리얄리 얄라셩 얄라리 얄라

이링공 뎌링공 ᄒᆞ야 나즈란 디내와손뎌,

오리도 가리도 업슨 바므란 ᄯᅩ 엇디 오리라.

얄리얄리 얄라셩 얄라리 얄라

어듸라 더디던 돌코 누리라 마치던 돌코.

믜리도 괴리도 업시 마자셔 우니노라.

얄리얄리 얄라셩 얄라리 얄라

살어리 살어리랏다 바ᄅᆞ래 살어리랏다.

ᄂᆞᄆᆞ자기 구조개랑 먹고 바ᄅᆞ래 살어리랏다.

얄리얄리 얄라셩 얄라리 얄라

가다가 가다가 드로라 에졍지 가다가 드로라.

사ᄉᆞ미 지ᇝ대에 올아셔 ᄒᆡ금(奚琴)을 혀거를 드로라.

얄리얄리 얄라셩 얄라리 얄라

가다니 ᄇᆡ브른 도긔 설진 강수를 비조라.

조롱곳 누로기 ᄆᆡ와 잡ᄉᆞ와니 내 엇디 ᄒᆞ리잇고.

얄리얄리 얄라셩 얄라리 얄라

## 작자

### 개인 창작 대 민요
개인 창작으로 보는 견해와, 민중의 공동작 즉 민요로 보는 견해가 있다. 구전 가요로 전하다가 훈민정음이 창제되고 나서야 문자로 옮겨졌다는 점에서, 민요로 보는 견해가 더 일반적이다.

## 작품의 구조
청산별곡은 1연부터 6연까지 1단락 그리고 7, 8연을 또 하나의 단락으로 나누어 파악할 수 있다. 1연부터 6연까지는 '청산에 살어리랏다와 "바라래 살어리랏다'라는 의미 지향을 표출하고 있는데 실상 여기서 청산이나 바다는 대별되는 세계가 아니다. 청산이나 바다는 대조를 통한 반복적 시어로서 둘 다 자연을 표상하는 시어이다. 1연에서 화자는 청산이라는 자연에서 살겠노라는 자신의 의지를 나타내는데 2~5연에서는 그러한 자신의 내면적 심경을 노래하고 있다. 제3연에 날아가는 새를 보며 고향 농토를 잃고 떠나 삶의 터전을 잃은 화자의 속세에 대한 미련이 나타난다. 제4연에 이렇게 저렇게 떠돌아다니는 화자의 모습이 드러나 있다. 떠돌다가 밤이 되어 임시 숙소를 찾을 때, 제5연에서 동네 사람의 돌팔매질에 쫓겨나니 유랑 생활의 서러움은 더욱 심해진다. 6연에서 다시 한번 자연에서 살겠노라는 의지를 강조하고 있다. 
제3연의 ‘장글란’은 ‘장길랑/쟁길랑’(연장을랑)을 수용하면서도 문맥상 새의 ‘날개’를 비유한 말로 보았다. 제7연의 ‘에졍지’는 ‘에’의 용례와 의미를 살펴서 ‘[한 끼] 에[울] 부엌’ 또는 ‘부엌 참’으로 풀이하였다. ‘사슴, 짐대’로 해독되어 온 구절은 ‘사(寺) 사미(沙彌)’, ‘짐 [놓은] 대(臺/坮)’로 보았다. 제8연의 ‘설진 강술’은 화자에게 ‘(낯)설은 강(羌)술’로, ‘조롱 곳’은 ‘조롱 [모양] (소줏)고리’로 해독하였다. 제7‧8연의 ‘ㅎ 금’과 ‘조롱’이 악기인 점에 주목한다면, 제5연의 ‘돓’도 경쇠로 여겨지고 제2연의 ‘울다’는 ‘노래하다’의 뜻일 수 있다. 이러한 재해석을 통해 작품의 주제를 좀 더 한정하였다. 유랑 가인이 겪은 삶의 애환으로부터 벗어나고 싶은 욕구로 경험적 이야기와 정서가 각 연에 표현되었다.
청산과 유사하게 파악되어왔던 바다는 또 다른 해석이 있기도 한다. 바라래를 떠나 물 아래, 에졍지로 가고 싶은 욕망을 갖고 있음에도 불구하고 제 6연에 이르기까지는 화자는 바라래에 머물고 있다. 이는 바라래에서의 삶이 욕망이 아니라 현실임을 의미한다. 바라래의 즐겁고 행복한 것이어야 자연스러움에도 불구하고 텍스트 어디에도 행복함은 드러나 있지 않다. 과거에는 분명하게 바라래에서의 삶이 불가피한 선택이었음을 거듭 확인하는 것으로 볼 때도 이 구절은 화자가 현재 바라래에 살고 있음과 모순되지 않는다. 결국 ‘살어리랏다’는 살아야 한다는 판단과 살아야겠다는 의지가 과거부터 발화 시점 직전까지 지속되어 왔고, 화자는 그러한 판단과 의지에 따라 과거 어느 시기부터 현재까지 바물론 바라래가 구체성을 띤 공간이어야 이러한 풀이가 가능한데 단어 자체는 추상적인 성격을 띄고있다. 이 때문에 바라래는 동경의 세계로서의 자연 혹은 이상향으로 파악해 바라래를 청산과 비슷한 공간의 이상향으로 생각해왔었다. 그러나 바라래는 화자가 머물고 있는 구체성을 띤 공간이라고 보아야한다. 추상적인 단어가 구체성을 띠기 위해서는 바라래가 구체성을 띤 공간의 비유 혹은 상징이어야 함은 물론이다. 

### 청산별곡의 후렴구
청산별곡의 후렴구에 대해서
청산별곡의 시대적 배경은 고려로 청산별곡의 후렴에 구전되는 과정에서 몽골어 요소가 붙을 수도 있다고 본다.

[후렴구의 기능]
1. 몽골어로 쓰였을 때 의미가 있다.
2. 악기의 의성어로, 흥을 돋우고 노래의 리듬에 맞추기 위한것이다.
3. 'ㄹ'음과 'ㅇ'음의 연속으로 매끄러운 음악적 효과를 지니며,노래의 내용과는 달리  낙천적이고 명량한 느낌을 주어 현실의 삶의 고뇌와 갈등을 해소하고자 함.
4. 구조적 통일감과 안정성을 부여하며 연과 연을 나누는 분연의 역할을 한다.
5. 각 장의 끝에 배치되어 있어,한 장을 마무리하는 역할을 한다.
6. 악률을 맞추기 위한 수단.

후렴구의 내용
이 글에서 필자는 <청산별곡>의 후렴이 지닌 뜻을 몽골어로써 파악해 보았고, 그 후렴의 특질에 대하여도 살펴보았다. “얄리 얄리 얄라셩(또는 ‘얄랑셩’) 얄라리 얄라”는 몽골어의 명사 šeng(뜻은 ‘되[升]’)이 주어인 자동사 yali-(‘매우 많은 양이 되다; 좋은 품질이 되다’)의 2인칭 명령형(yali)들과 자원형들(yali-ya, yali-ya-n), 그리고 yali-의 현재 동명사형에 대격 조사가 붙은 말(yalii-yi 등)을 목적어로 한 타동사 ali(‘주어라! 나에게 다오!’)의 명령형이 이어진 것의 표기일 가능성이 적지 않다. 그 뜻은 ‘대량(또는 양질)이 되십시오! 대량이 되십시오! (우리) 대량이 되게 하십시다, 되가(곡식이)! 대량이 됨을 주십시오! 대량이 되게 하십시다!’ 등일 수 있다.
즉 후렴구 “얄리 얄리 얄라셩 얄라리 얄라”는 몽골어로 ‘주어라! 나에게 다오!’로 쓰일 가능성이 높다.
청산별곡 후렴의 몽골어 요소에 대한 요약
1. 주장 근거

청산별곡 후렴에 몽골어 요소가 붙었다는 주장
고려 후기 참혹한 상황 속에서 형성된 청산별곡
원구국사의 '영남의 참상'이 청산별곡의 기반이라는 추측

2. 몽골어 요소 분석

<시용향악보>의 '얄리얄리 얄라 얄라 얄라'는 몽골어 'яла- 얄라'에서 유래
-'ялах' (이기다, 승리하다, 정복하다, 극복하다)의 어간 'яла-[얄라]' 사용
-몽골어는 어간만으로도 독립적으로 사용 가능
종결어미
-'лаа'와 'в':ялаа [얄라]'는 '이겼다', '방금 이겼다' 뜻
-['сан'상,승]: ['яласан'얄르상,얄승]이겼다. 이겼노라' 뜻
-미래 시제: 'х' 뒤에 'сан' 붙여 'ялахсан'[얄라흐승] - '이겼으면 좋겠다' 뜻
-청유형: ['ялъя'알리야]' - '이기자, 이깁시다.' 뜻
-'яла'[얄라] , лъя[알리야] 'яласан'[얄상] 'ялахсан'[알라흐승]' 반복 사용

3. 결론
'얄리얄리 얄랑셩 얄라리 얄라' 후렴 형성
'이기자, 이긴다, 이기리라, 이겼노라, 이겨!' 뜻 가진 청산별곡 후렴 확정
<청산별곡>에 관한 내용
8연에 있는 "매와"는 '맵다'라는 의미로도 해석이 가능하지만 '맵다'는 술에는 사용이 가능하지만 누룩에는 사용한 내용을 찾기 힘들다. 따라서 <청산별곡>의 상황과 정서를 보았을때 8연에 나오는 "매와"는 '미워하다'로도 해석이 가능할것으로 보인다.
청산별곡 7연 ”에졍지“
“에졍지”가 포함된 제7연은, 임금에게 버림받은 신하가 ‘御井’ 터를 지나가다가 임과의 옛 사랑 또는 궁중에서 임금과 함께 지낸 지난 시절을 회상하면서 부른 노래로 읽을 수 있다
[3연과 7연의 비현실적 요소에 대한 불교적 성격]
3장과 7장의 장소와 그 장소에서 활동하는 사물의 행위에 관한 표면적인 의미 이해는 가능하나 이는 일상적인 이해로는 파악할 수 없는 표현이다. 3장에서 나오는 물속을 날아가는 새, 7장에 나오는 장대에 올라 해금을 연주하는 사슴이 등장한다. 이는 현실적으로 납득될만한 소재가 아니다. 그러나 불교 선시의 세계에도 모순상황, 현실 초월과 일상성의 전복에 기인하는 세계가 드러난다. 남효온의 처강집의 기록을 통해 이를 확인할 수 있다. 새와 사슴과 같은 요소는 세속의 영역에선 경험할수 없는 것이다. 
이를 이해하려면 속계와 비속계의 구분이 사라져야 한다.
<청산별곡> 제7연 난해구의 에졍지 추가내용
에졍지”가 포함된 제7연은, 임금에게 버림받은 신하가 ‘御井’ 터를 지나가다가 임과의 옛 사랑 또는 궁중에서 임금과 함께 지낸 지난 시절을 회상하면서 부른 노래로 읽을 수 있다. “에졍지”에 대한 이러한 해석은 〈청산별곡〉이 여성 화자의 목소리를 빌어 쓴 남성 작가의 작품으로 남녀 간의 사랑을 통해 戀君之情을 노래한 또 하나의 사례일 수 있다는 점을 시사한다.